# شونبرگ، لاشتال
شونبرگ (به آلمانی: Schönberg-Lachtal) یک منطقهٔ مسکونی در اتریش است که در مورو واقع شده‌است. شونبرگ ۴۲٫۰۳ کیلومتر مربع مساحت دارد ۱٬۰۳۸ متر بالاتر از سطح دریا واقع شده‌است.